# McLaren M19C
O M19C é o modelo da McLaren das temporadas 1972 e 1973 da F1. 
Foi guiado por pilotos como Jody Scheckter, Peter Revson, Denny Hulme, Brian Redman e Jacky Ickx.
McLaren